# Ronde de l'Oise
La Ronde de l'Oise es una carrera ciclista por etapas francesa disputada en el departamento de Oise. 
Se comenzó a disputar en 1954 de forma amateur siendo en 1990 profesional, aunque no llegó a disputarse de forma anual hasta el 2006 primero de nuevo de forma amateur para a partir del 2007 siendo profesional formando parte del UCI Europe Tour, dentro de la categoría 2.2 (última categoría del profesionalismo).
Está organizada por la Union Cycliste de Liancourt Rantigny.

## Palmarés
En amarillo: edición amateur.
| Año       | Ganador              | Segundo               | Tercero              |
| --------- | -------------------- | --------------------- | -------------------- |
| 1954      | Pierre Badosa        |                       |                      |
| 1955      | M. Idoux             |                       |                      |
| 1956      | Georges Riera        |                       |                      |
| 1957      | D. Henwwod           |                       |                      |
| 1958      | Pierre Bataille      |                       |                      |
| 1959      | Ernest Vilfroy       |                       |                      |
| 1960      | Jacques Fouquet      |                       |                      |
| 1961      | F. Delavault         |                       |                      |
| 1962      | Guy Bouchet          |                       |                      |
| 1963      | Daniel Schneider     |                       |                      |
| 1964      | Pierre Bataille      |                       |                      |
| 1965      | Alain Redolfi        |                       |                      |
| 1966      | L. Magnier           |                       |                      |
| 1967      | Raymond Martin       |                       |                      |
| 1968      | P. Spiguelaire       |                       |                      |
| 1969      | Eric Lalouette       |                       |                      |
| 1970      | C. Beraet            |                       |                      |
| 1971      | Castan               |                       |                      |
| 1972      | Lepied               |                       |                      |
| 1973      | François Accart      |                       |                      |
| 1974      | F. Cheve             |                       |                      |
| 1975      | G. Manchon           |                       |                      |
| 1976      | G. Carrara           |                       |                      |
| 1977      | Walter Ricci         | Jean-Philippe Pipart  | Patrick Daveneau     |
| 1978      | Gilles Blanchardon   | Patrick Frantschi     | Ghislain Delamotte   |
| 1979      | Philippe Senez       | André Fossé           | Alain Lenoir         |
| 1980      | Daniel Vanechop      | Gilles Blanchardon    | Christian Corre      |
| 1981      | Lionel Poret         | Thierry Lavergne      | Gilles Guéguen       |
| 1982      | Jean-Jacques Philipp | Lionel Poret          | Jean-Michel Mauny    |
| 1983      | André Fossé          | Gervais Rioux         | Laurent Haimez       |
| 1984      | Éric Martin          | Stéphane Henriet      | Jean-Jacques Philipp |
| 1985      | Jean-Marc Follet     | Nick Barnes           | Rusty Lopez          |
| 1986      | Gerard Aviègne       | Baker                 | Stéphane Henriet     |
| 1987      | Richard Vivien       | Laurent Madouas       | Thierry Bourguignon  |
| 1988      | Claude Carlin        | Jean-Christophe Roger | Philippe Delaurier   |
| 1989      | Eddy Seigneur        | Frédéric Moncassin    | Laurent Eudeline     |
| 1990      | Christophe Capelle   | Olaf Lurvik           | Pascal Montier       |
| 1991      | Eddy Seigneur        | Laurent Desbiens      | David Pagnier        |
| 1992      | Jean-Michel Thilloy  | Andrzej Pozak         | Denis Dugouchet      |
| 1993      | Marco Vermeij        | Charles Guilbert      | Franck Perque        |
| 1994      | Fabrice Naessens     | Fabrice Férat         | Pascal Popieul       |
| 1995      | Laurent Lefèvre      | Gérard Aviègne        | Grégory Barbier      |
| 1996      | Vincent Templier     | Franck Morelle        | Gérard Aviègne       |
| 1997      | Jean-Michel Thilloy  | Franck Morelle        | Pascal Peyramaure    |
| 1998      | Mika Hietanen        | Arnaud Auguste        | Pascal Peyramaure    |
| 1999      | Mickaël Fouliard     | Stéphane Delimauges   | Sylvain Chavanel     |
| 2000      | Jérémie Dérangère    | Danny In 't Ven       | Mickaël Leveau       |
| 2001      | Pascal Carlot        | Olivier Maignan       | Gérard Aviègne       |
| 2002      | Vincent Pétilleau    | Noan Lelarge          | Youri Deliens        |
| 2003      | Christophe Riblon    | Alexandre Chouffe     | Oscar Stenström      |
| 2004      | Sébastien Minard     | Christophe Riblon     | Nicolas Roche        |
| 2005      | Thierry David        | Marc Streel           | Guillaume Levarlet   |
| 2006      | Franck Perque        | Dries Devenyns        | Gianni Meersman      |
| 2007      | Fredrik Johansson    | Stian Remme           | David Tanner         |
| 2008      | Niels Brouzes        | Jakob Fuglsang        | Renaud Pioline       |
| 2009      | Steven Van Vooren    | Médéric Clain         | Jérémie Galland      |
| 2010      | Steven Tronet        | René Jørgensen        | Jonathan Thiré       |
| 2011      | Gediminas Bagdonas   | Kévin Lalouette       | Florian Vachon       |
| 2012      | Jean-Luc Delpech     | Viacheslav Kuznetsov  | Rafaâ Chtioui        |
| 2013      | Vegard Breen         | Vincent Jérôme        | Glenn O'Shea         |
| 2014      | Magnus Cort          | Romain Feillu         | Daniel Hoelgaard     |
| 2015      | Joshua Edmondson     | Vegard Stake Laengen  | Steven Tronet        |
| 2016      | Antonio Parrinello   | Bjørn Tore Hoem       | Nathan Van Hooydonck |
| 2017      | Flavien Dassonville  | Arnaud Gérard         | Rasmus Quaade        |
| 2018      | Henrik Evensen       | Fred Wright           | Josef Černý          |
| 2019      | Anthony Maldonado    | Marlon Gaillard       | Bjørn Tore Hoem      |
| 2020-2021 | No disputada         | No disputada          | No disputada         |
| 2022      | James Fouché         | Aritz Bagües          | Jason Tesson         |
| 2023      | Frank van den Broek  | Alexis Gougeard       | Matisse Julien       |
| 2024      | Pierre Barbier       | Daniel Skerl          | Lars Vanden Heede    |

## Palmarés por países
| País          | Victorias |
| ------------- | --------- |
| Francia       | 55        |
| Bélgica       | 2         |
| Noruega       | 2         |
| Países Bajos  | 2         |
| Australia     | 1         |
| Finlandia     | 1         |
| Suecia        | 1         |
| Lituania      | 1         |
| Dinamarca     | 1         |
| Reino Unido   | 1         |
| Italia        | 1         |
| Nueva Zelanda | 1         |